# 張貞 (元朝)
张贞，元朝建康（今江苏省南京市）人，训导张叙之女。
张贞嫁与周曹为妻，周曹坐法下狱，在监狱中死去。张贞在徒刑籍中，害怕被发配充军，投秦淮河而死。据载，周曹之尸过秦淮河，张贞之尸涌浮水上。人说：“这是张训导之女。”听到的人为她悲哀。